# 2000 HU1
2000 HU1 är en asteroid i huvudbältet som upptäcktes den 25 april 2000 av den kroatiska astronomen Korado Korlević vid Višnjan-observatoriet.
Asteroiden har en diameter på ungefär 22 kilometer och den tillhör asteroidgruppen Hilda.